# Państwowa Szkoła Muzyczna I stopnia im. Fryderyka Chopina w Kłodzku
Państwowa Szkoła Muzyczna I stopnia im. Fryderyka Chopina w Kłodzku – szkoła muzyczna utworzona w Kłodzku w 1945 roku. Jej siedziba mieści się w zabytkowym pałacu przy ul. Tadeusza Kościuszki 8, w centrum miasta. W kłodzkiej szkole muzycznej I stopnia zatrudnionych jest aktualnie 31 pracowników, w tym 9 pracowników administracyjno-technicznych oraz 22 nauczycieli. W placówce kształci się aktualnie ponad 100 uczniów.

## Historia
W kilka miesięcy po przejęciu ziemi kłodzkiej przez polską administrację po zakończeniu II wojny światowej ówcześni repatrianci zwrócili się do władz miasta z prośbą o utworzenie w Kłodzku, będącym stolicą historycznego regionu – hrabstwa kłodzkiego szkoły muzycznej. 5 października 1945 roku decyzją Zarządu Miejskiego powstała Miejska Szkoła Muzyczna im. Fryderyka Chopina w Kłodzku. Inauguracja jej działalności nastąpiła trzy dni później, tj. 8 października 1945 roku. Na potrzeby lokalowe szkoły przeznaczono dwie sale z fortepianami w dawnym pałacu Wallisów przy ul. Czeskiej 30. W szkole początkowo kształcono uczniów w dziedzinie gry na fortepianie.
W związku z dużą liczbą chętnych do podjęcia nauki (115 uczniów), placówkę przeniesiono do budynku przy ul. Aliantów 4 (obecnie ul. Bohaterów Getta). Po trzech miesiącach pracy uczniowie dali swój pierwszy koncert w magistracie, który miał miejsce 19 stycznia 1946 roku. 11 maja 1948 roku Ministerstwo Kultury i Sztuki zatwierdziło tę placówkę oświatową jako Miejską Niższą Szkołę Muzyczną im. Fryderyka Chopina. W drugiej połowie tego samego roku szkoła zmieniła ponownie swoją siedzibę otrzymując od miasta na swoje potrzeby pałacyk przy ul. Kościuszki 8.
Po przeprowadzeniu w marcu 1949 roku ministerialnej wizytacji, doceniając wyniki 5-letniej pracy szkoły, władze resortowe od 1 stycznia 1950 roku nadały jej status Państwowej Szkoły Muzycznej I stopnia. Jednocześnie z pracą dydaktyczną trwały prace remontowe gmachu przy ul. Kościuszki, na które w 1969 roku pozyskano fundusze z Wojewódzkiego Komitetu Społecznego Funduszu Budowy Szkół i Internatów. Całość prac remontowych zakończono 31 sierpnia 1972 roku. Oprócz kredytów na remont placówka ta otrzymała środki na wyposażenie pomieszczeń dydaktycznych.
W 1985 roku z okazji 40-lecia działalności Państwowa Szkoła Muzyczna I stopnia w Kłodzku otrzymała imię Fryderyka Chopina. W 2011 roku kłodzka szkoła muzyczna została oficjalnie uznana za państwową jednostkę budżetową podległą pod Departament Szkolnictwa Artystycznego i Edukacji Kulturalnej Ministerstwa Kultury i Dziedzictwa Narodowego.

## Kierownictwo szkoły
Na przestrzeni ponad 70 lat działalności Państwowej Szkoły Muzycznej I stopnia im. Fryderyka Chopina w Kłodzku funkcję dyrektora placówki piastowało 13 osób:
- 1945–1946: Ina De Georgel
- 1946–1946: Maria Bergner
- 1946–1947: Stanisław Waśniewski
- 1947–1948: Władysław Sadowski
- 1948–1952: Wiktor Socewicz
- 1952–1958: Elżbieta Gitlin
- 1958–1970: Tadeusz Kaszczuk
- 1970–1971: Edmund Wilgocki
- 1971–1980: Eugeniusz Przybyła
- 1980–1983: Liliana Gładysz
- 1983–1988: Stanisław Dąbrowski
- 1988–2007: Marta Dąbrowska
- 2007–2021: Małgorzata Panek-Kiszczak
- od 2021 nadal Anna Bartkiewicz-Brzozowska

## Informacje ogólne
Organem prowadzącym Szkołę Muzyczną I stopnia im. Fryderyka Chopina w Kłodzku jest minister właściwy do spraw kultury i dziedzictwa narodowego, sprawując nad nią nadzór pedagogiczny poprzez Centrum Edukacji Artystycznej w Warszawie.
Celem szkoły jest rozbudzanie i rozwijanie zdolności muzycznych uczniów, uczynienie z nich wrażliwych i świadomych odbiorców muzyki oraz przygotowanie kandydatów do dalszego kształcenia w szkole muzycznej II stopnia.
Kwalifikacja kandydatów do nauki w Szkole Muzycznej I stopnia odbywa się na podstawie wyników badań ich przydatności do kształcenia w danej specjalności instrumentalnej przeprowadzanych każdego roku przez szkolną komisję kwalifikacyjną powoływaną spośród nauczycieli Szkoły Muzycznej I stopnia przez dyrektora szkoły. Kandydatów obowiązują limity wiekowe ustalane przez organ prowadzący szkołę.
Szkoła koncentruje się jedynie na nauczaniu przedmiotów muzycznych, co oznacza, że w szkole nie ma pionu przedmiotów ogólnokształcących, jak to ma miejsce w szkolnictwie powszechnym. W Szkole Muzycznej I stopnia prowadzone są zajęcia gry na instrumentach muzycznych (zajęcia indywidualne), zajęcia zespołowe (chór, orkiestra, zespoły kameralne) oraz przekazywana jest niezbędna wiedza z zakresu teorii muzyki (zajęcia grupowe). Nauczanie odbywa się głównie w kierunku muzyki poważnej.
W Szkole Muzycznej I stopnia obowiązują wymagania edukacyjne odpowiednie dla cyklu kształcenia, przedmiotu i klasy uwzględniające podstawę programową kształcenia w zawodach muzycznych ogłoszoną w rozporządzeniu przez organ prowadzący szkołę. Spełnianie przez ucznia wymagań edukacyjnych stanowi warunek jego nauki w Szkole Muzycznej I stopnia.
Zajęcia dydaktyczno-wychowawcze w roku szkolnym dzielą się na dwa okresy. Terminy ferii szkolnych oraz świątecznych przerw w nauce są zgodne z kalendarzem obowiązującym w szkołach pionu oświatowego. Zajęcia lekcyjne odbywają się w godzinach popołudniowych. Pełna jednostka lekcyjna trwa 45 minut. Wszystkie zajęcia objęte planem nauczania danego cyklu i klasy są dla uczniów obowiązkowe.
Absolwenci Szkoły Muzycznej I stopnia otrzymują świadectwa ukończenia szkoły.
W trójstopniowej strukturze polskiego publicznego szkolnictwa artystycznego nauka w Szkole Muzycznej I stopnia stanowi pierwszy etap kształcenia muzycznego.

## Organizacja nauczania

### Cykle nauczania
W kłodzkiej Szkole Muzycznej I stopnia proces dydaktyczny jest realizowany w oparciu o dwa cykle kształcenia:
- cykl 6-letni, przeznaczony dla dzieci, które:
  - ukończyły 6 lat, a nie przekroczyły 11. roku życia (lata kalendarzowe) oraz uzyskały pozytywny wynik z przeprowadzonego przez szkołę badania wstępnego;
  - ukończyły 5 lat i w dniu badania przydatności do kształcenia muzycznego, zostało przedłożone przez rodziców lub opiekuna prawnego zaświadczenie z poradni psychologiczno-pedagogicznej o dojrzałości szkolnej.
- cykl 4-letni: przeznaczony dla dzieci, które ukończyły 11, a nie przekroczyły 16 lat oraz uzyskały pozytywny wynik z przeprowadzonego przez szkołę badania wstępnego.

### Szkolny zestaw programów nauczania
Podstawę organizacji procesu dydaktycznego w Szkole Muzycznej I stopnia stanowi szkolny zestaw programów nauczania, który jest zgodny z podstawami programowymi kształcenia określonymi przez organ prowadzący szkołę. W skład zestawu programów nauczania wchodzą zarówno programy dopuszczone do użytku szkolnego przez organ prowadzący, jak również programy autorskie poszczególnych nauczycieli zatwierdzone przez dyrektora szkoły.

### Specjalności muzyczne
Państwowa Szkoła Muzyczna I stopnia im. Fryderyka Chopina w Kłodzku prowadzi kształcenie w roku szkolnym 2020/2021 na następujących instrumentach muzycznych: fortepian, skrzypce, altówka, wiolonczela, gitara, akordeon, flet, klarnet, saksofon i trąbka.

## Znane osobistości
- Witold Juran (ur. 1952) – dyrygent, solista, nauczyciel szkoły.
- Witold Kozakowski (ur. 1971) – gitarzysta, nauczyciel szkoły.
- Liliana Stopka (ur. 1953) – akordeonistka, nauczycielka szkoły.